# Eau Galle (hrabstwo St. Croix)
Eau Galle – miasto w Stanach Zjednoczonych, w stanie Wisconsin, w hrabstwie St. Croix.